# カラム・ハドソン＝オドイ
カラム・ハドソン＝オドイ（Callum Hudson-Odoi, 2000年11月7日 - ）は、イングランド・ロンドン出身のプロサッカー選手。ノッティンガム・フォレストFC所属。イングランド代表。ポジションはフォワード。

## 経歴

### クラブ
2007年よりチェルシーの下部組織に所属。2016年8月にU-18チームに昇格し、このシーズンのFAユースカップ制覇に貢献した。翌シーズン、16歳にしてU-23チームに昇格した。
2017年12月20日、フットボールリーグカップのボーンマス戦で初めてトップチームのベンチに座ったが、出番は無かった。2018年1月28日、FAカップのニューカッスル戦で81分にペドロとの交代で途中出場、トップチームデビューを果たした。1月31日のボーンマス戦でプレミアリーグ初出場。11月29日、UEFAヨーロッパリーグのPAOK戦でトップチームでの初ゴール、さらにアシストを記録した。
2022年8月30日、ドイツのバイエル・レヴァークーゼンにローン移籍。
2023年9月1日、ノッティンガム・フォレストに完全移籍。移籍金は500万ポンドと報じられている。

### 代表
その出自からガーナの代表資格も有しているが、一貫してイングランド代表に選出されている。2017 FIFA U-17ワールドカップでは7試合に出場し1ゴールを挙げ、大会制覇に貢献した。
2019年3月、UEFA EURO予選に挑むイングランド代表に初招集された。3月23日、チェコ戦で途中出場し、64年ぶりとなる最年少出場記録を更新した。

## 人物
かつてアクラ・ハーツ・オブ・オークなどでプレイしたガーナ人サッカー選手のビスマーク・オドイを父に持つ。実兄のブラッドリーもサッカー選手である。
2020年3月13日、所属クラブのチェルシーは、体調不良を訴えていたハドソン＝オドイがCOVID-19の検査で陽性反応が確認されたと発表した。スカイスポーツによれば、プレミアリーグで感染が確認された初の選手である。症状は軽く、4月までに全快した。

## 個人成績

### クラブ
| 国内大会個人成績 | 国内大会個人成績           | 国内大会個人成績 | 国内大会個人成績 | 国内大会個人成績 | 国内大会個人成績 | 国内大会個人成績 | 国内大会個人成績 | 国内大会個人成績 | 国内大会個人成績 | 国内大会個人成績 | 国内大会個人成績 |
| 年度             | クラブ                     | 背番号           | リーグ           | リーグ戦         | リーグ戦         | リーグ杯         | リーグ杯         | オープン杯       | オープン杯       | 期間通算         | 期間通算         |
| 年度             | クラブ                     | 背番号           | リーグ           | 出場             | 得点             | 出場             | 得点             | 出場             | 得点             | 出場             | 得点             |
| イングランド     | イングランド               | イングランド     | イングランド     | リーグ戦         | リーグ戦         | FLカップ         | FLカップ         | FAカップ         | FAカップ         | 期間通算         | 期間通算         |
| ---------------- | -------------------------- | ---------------- | ---------------- | ---------------- | ---------------- | ---------------- | ---------------- | ---------------- | ---------------- | ---------------- | ---------------- |
| 2017-18          | チェルシー                 | 70               | プレミアリーグ   | 2                | 0                | 0                | 0                | 2                | 0                | 4                | 0                |
| 2018-19          | チェルシー                 | 20               | プレミアリーグ   | 10               | 0                | 2                | 0                | 2                | 1                | 14               | 1                |
| 2019-20          | チェルシー                 | 20               | プレミアリーグ   | 22               | 1                | 2                | 1                | 4                | 1                | 28               | 3                |
| 2020-21          | チェルシー                 | 20               | プレミアリーグ   | 23               | 2                | 2                | 0                | 5                | 1                | 30               | 3                |
| 2021-22          | チェルシー                 | 20               | プレミアリーグ   | 15               | 1                | 3                | 0                | 3                | 1                | 21               | 2                |
| ドイツ           | ドイツ                     | ドイツ           | ドイツ           | リーグ戦         | リーグ戦         | リーグ杯         | リーグ杯         | DFBポカール      | DFBポカール      | 期間通算         | 期間通算         |
| 2022-23          | レヴァークーゼン           | 17               | ブンデスリーガ   | 14               | 0                | -                | -                | 0                | 0                | 14               | 0                |
| イングランド     | イングランド               | イングランド     | イングランド     | リーグ戦         | リーグ戦         | FLカップ         | FLカップ         | FAカップ         | FAカップ         | 期間通算         | 期間通算         |
| 2023-24          | ノッティンガム・フォレスト | 14               | プレミアリーグ   | 29               | 8                | 0                | 0                | 5                | 0                | 34               | 8                |
| 2024-25          | ノッティンガム・フォレスト | 14               | プレミアリーグ   | 31               | 5                | 1                | 0                | 4                | 0                | 36               | 5                |
| 通算             | イングランド               | イングランド     | プレミアリーグ   | 132              | 17               | 10               | 1                | 25               | 4                | 167              | 22               |
| 通算             | ドイツ                     | ドイツ           | ブンデスリーガ   | 14               | 0                | -                | -                | 0                | 0                | 14               | 0                |
| 総通算           | 総通算                     | 総通算           | 総通算           | 146              | 17               | 10               | 1                | 25               | 4                | 181              | 22               |

### 代表
| イングランド代表 | 国際Aマッチ | 国際Aマッチ |
| 年               | 出場        | 得点        |
| ---------------- | ----------- | ----------- |
| 2019             | 3           | 0           |
| 通算             | 3           | 0           |

## タイトル

### クラブ
チェルシー U-18
- U-18プレミアリーグ（2016-17）
- FAユースカップ（2016-17, 2017-18）

チェルシー
- UEFAチャンピオンズリーグ（2020-21）[16]
- UEFAスーパーカップ（2021）
- FIFAクラブワールドカップ（2021）[17]

### 代表
U-17イングランド代表
- FIFA U-17ワールドカップ（2017）[9]

### 個人
- UEFA U-17欧州選手権 ベストイレヴン（2017）[18]